# Ацерра
Ацерра (лат. acerra, дословно — кадило) — ящик c благовониями, используемый для жертвоприношений (Гораций Carm. III.8.2; Вергилий Aen. V.745). Благовоние берут из ацерры и бросают на горящий алтарь, поэтому существует выражение лат. de acerra libare (курильница для посвящений) (Овидий ex Pont. IV.8.39; Pers. II.5). 
Согласно Фестусу, ацеррой называли маленький алтарь, помещаемый перед умершим, на котором возжигались благовония. В римском своде законов «Двенадцать таблиц», говорится о запрещении использования ацерры во время похорон (Цицерон de Leg. II.24).